# Haslund (Sydslesvig)
 For alternative betydninger, se Haslund. (Se også artikler, som begynder med Haslund)
Haslund (dansk) eller Haselund (dansk/tysk) er en landsby og kommune beliggende cirka 18 km nordøst for Husum på midtsletten i Sydslesvig. Administrativt hører kommunen under Nordfrislands kreds i den nordtyske delstat Slesvig-Holsten. Kommunen samarbejder på administrativt plan med andre kommuner i omegnen i Fjolde kommunefællesskab (Amt Viol). I kirkelig henseende ligger byen i Fjolde Sogn. Sognet lå i Nørre Gøs Herred (Bredsted Amt, Slesvig), da området tilhørte Danmark.

## Geografi
Haslund er beliggende på den højereliggende gest. Selve landsbyen Haslund er delt i Øster og Vester Haslund. Landsbyen rådede tidligere over en lille en skole. Undervisningssproget var dansk indtil 1864.
Kommunen er landbrugspræget og omfatter også Brok (tysk Brook) med Brok-Østeragre, Haslundmark, Kollund med Kollund-Nørremark og -Østermark og Nykro samt bakken Tranebjerg. Haslund Å danner i syd kommunegrænsen til Fjolde.

## Historie
Haslund er første gang nævnt 1352. Første led er gengivelse af subst. has for gærde, skel (sml. oldn. hagi, germ. *hagla). På sønderjysk skrives stednavnet Haslinj. Kollund er første gang dokumenteret 1478 (Reg. Flensb.). Forleddet henføres enten til glda. kā for kragefuglenavnet allike eller til kølle (svær stok, oldnord. kūla, glda. kylva). Sidstnævnte form støttes af udtaleformen på Fjoldemål (Kølinj). Landsbyen Brok er sandsynligvis opstået i senmiddelalderen. Den er første gang nævnt 1483. Byen støder op til Trelstrup Sogn. Stednavnet forklares enten af beliggenheden ved an å (oldengelsk bróe) eller af nederty. brook for en flad sumpet skov. Nord for landsbyen Brok ligger arealet Firehøjken (Vierhoiken). Forleddet er fire i sydslesvigsk udtale. Efterleddet er subst. højken for en lille høj, på Fjoldemålet ofte om en kæmpehøj. Bakken Tranebjerg er afledt af fuglenavnet trane.